# クロトゲアリ
クロトゲアリ（黒棘蟻、Polyrhachis dives）は、ハチ目（膜翅目）アリ科トゲアリ属マルトゲアリ亜属に属する、アリの一種である。

## 形態
働きアリの体長は5-6mm。トゲアリの働きアリは胸部が鮮やかな赤褐色をしているが、本種はほぼ全身黒色である。頭部と腹部には淡黄色の細かい毛で覆われる。また棘の配置もトゲアリと異なり、中胸のそれが本種には無い。

## 生態

### 分布
沖縄本島以南の南西諸島に分布するが、近年移入個体と思われるものが本土部でも確認されている。国外では台湾、中国、フィリピン、ニューギニア、東南アジア。

### 食性
カイガラムシやアブラムシの分泌する甘露の他、花蜜、イチゴ等の果実をおもな餌とし、他の昆虫を食べることはないとされている。
生息地沖縄では、サトウキビ畑に棲むカイガラムシが本種の餌の供給源となっている例が観察されている。

### 営巣
トゲアリが一次的寄生で営巣を開始するのに対し、本種はそれと全く異なる営巣を行う。彼らの営巣生態はむしろツムギアリと相似するもので、樹上や草むらに生葉や枯葉による巣を建築し、葉と葉の接着は終齢幼虫の吐き出す糸によっておこなわれる。
クロトゲアリのコロニーは多雌性である。コロニー内に新女王が生ずると、彼女たちは１つのコロニーを構成したままそれぞれ“分家”的な樹上巣を近隣に持つようになる。
巣内にはしばしば小型の蛾の一種Batrachedra sp.の幼虫が寄生し、本種の幼虫を捕食する天敵となっている。
野生状態での本種のコロニーは、毎年晩秋までに滅亡する。これはコロニー自体が寿命を迎えたわけではなく、生息地の台風シーズンによって巣がことごとく壊滅してしまうからである。飼育下ではそのような災難に見舞われないため、コロニーが季節を通じて存続する。